# 曲青山
曲青山（1957年5月—），山东荣成人，1973年12月参加工作，1975年3月加入中国共产党，中央党校研究生学历，历史学学士，教授。1982年毕业于陕西师范大学历史系。中国共产党第十八届中纪委委员、第十九届中央委员。现任中国共产党中央委员会党史和文献研究院院长。

## 生平
1973年，青海省贵德县东沟乡上兰角村知青，1975年，任青海省土产杂品公司团委书记，1978年，考入陕西师范大学历史系，1982年大学毕业，任青海省机床铸造厂办公室干部，1984年—1986年，中央党校研究生部中共党史专业学习，1986年—1991年，任青海省委干部理论教育讲师团讲师，1997年—1999年，任青海省社会科学院副院长，1999年，任青海省委宣传部常务副部长，2000年，任青海省委宣传部常务副部长（正厅级）、西宁市委副书记，2001年1月，任中共青海省委宣传部部长；2009年10月任中共中央党史研究室副主任。2012年，当选第十八届中央纪律检查委员会委员。2014年1月，升任党史研究室主任。2018年3月，改任新组建的中国共产党中央委员会党史和文献研究院常务副院长。2019年4月，出任院长。
中共第十八届中央纪委委员，中共十九、二十届中央委员。